# Giorgio Alverà
Giorgio Alverà Pazifico (ur. 7 sierpnia 1943 w Belluno, zm. 14 stycznia 2013 w Cortinie d’Ampezzo) – włoski bobsleista, złoty medalista mistrzostw świata.

## Kariera
Największy sukces w karierze osiągnął w 1975, kiedy wspólnie z Frankiem Perruquetem zwyciężył w dwójkach podczas mistrzostw świata w Cervinii. Był to jego jedyny medal wywalczony na międzynarodowej imprezie tej rangi. W 1976  wystartował na igrzyskach olimpijskich w Innsbrucku, gdzie zajął ósme miejsce w dwójkach i dwunaste w czwórkach.